# James Kutto
James Kutto (James Kipkogei Kutto; * 10. April 1982 in Uasin Gishu, Provinz Rift Valley) ist ein kenianischer Marathonläufer.
Sein einziger großer Erfolg ist der Sieg beim Florenz-Marathon 2006, bei dem er eigentlich wie schon zuvor in dieser Saison beim Xiamen-Marathon als Tempomacher verpflichtet worden war. Kutto entschied sich zum Durchlaufen und verbesserte mit 2:08:41 h den Streckenrekord um fast zwei Minuten.